# 第四代倫諾克斯伯爵馬修·史都華
第四代伦诺克斯伯爵马修·史都華（Matthew Stewart, 4th Earl of Lennox，1516年9月21日—1571年9月4日）是第三代倫諾克斯伯爵約翰·史都華之子，屬於斯圖亞特王朝（原名史都華王朝，Stewart）的旁系成員。他和瑪格麗特·道格拉斯的兒子亨利·斯圖亞特娶了蘇格蘭女王瑪麗一世，但在1567年被暗殺；瑪麗一世也在那年退位。1570年馬修·史都華成為幼王詹姆斯六世的攝政，直到1571年去世。